# Laver

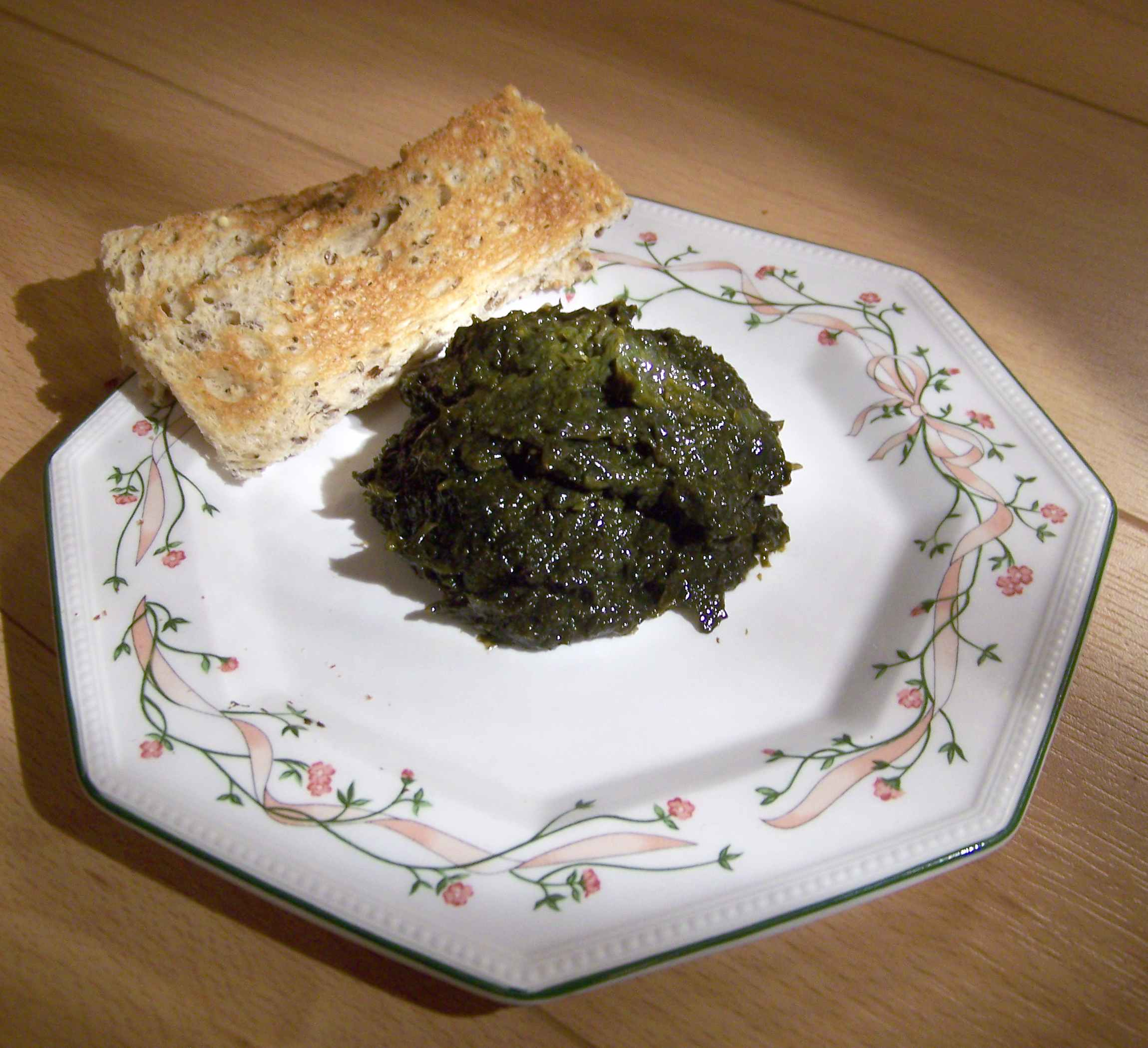
Laver con tostada.

El laver, también conocido a veces como slake, es un alga comestible con un alto contenido en sales minerales, especialmente yodo y hierro. Se usa para elaborar laverbread, una receta tradicional galesa, y se toma también como acompañamiento del arroz en Japón (donde se llama nori) y Corea (donde se llama gim o kim). Especialmente en este último país a veces se asa con aceite de sésamo y se condimenta con sal y a veces con glutamato monosódico. El laver es común en la costa oeste de Gran Bretaña y la este de Irlanda a lo largo del mar de Irlanda, así como en las costas de Japón y Corea. El laver es único entre las algas porque solo tiene una célula de grosor. Es suave y fina, pegada a menudo a las rocas. La variedad principal es el laver púrpura (Porphyra laciniata/Porphyra umbilicalis), que tiende a tener un color marrón, pero queda como una pasta verde oscura cuando se prepara. El alto contenido en yodo da a este alga un sabor distintivo común a las aceitunas y las ostras.
La especie Ulva lactuca, también llamada lechuga de mar, se toma ocasionalmente como laver verde, considerándose de calidad inferior al púrpura.

## Cultivo
Se cree que el cultivo de laver para su consumo es muy antiguo, pero la primera mención se da en el Britannia de Camden a principios del siglo XVII. Se arranca de las rocas y se somete a un enjuagado preliminar en agua limpia. El laver recolectado se lava repetidamente para retirar la arena y se cuece durante horas hasta obtener un mush duro verde. En este estado el laver puede conservarse cerca de una semana. Durante el siglo XVIII era típico envasarlo una vasija de barro y venderlo como potted laver (‘laver en tarro’).
El cultivo de laver se asocia típicamente con Gales, y sigue recolectándose en la costa de Pembrokeshire, aunque métodos de cultivo parecidos se emplean en la costa oeste de Escocia.

## Consumo
El laver puede tomarse frío como ensalada con cordero. Una receta simple es calentarlo y añadir mantequilla y zumo de limón o naranja agria. Puede calentarse y servirse con panceta. El laver se asocia a menudo con Penclawdd y sus almejas, usándose tradicionalmente en la dieta galesa.

### Laverbread
El laverbread (galés: bara lafwr o bara lawr) es una receta tradicional galesa hecha de laver. Para prepararla, se cuece el alga durante varias horas y se pica o se hace puré. La pasta gelatinosa resultante puede venderse tan cual, o envuelta en copos de avena. Se atribuye a Richard Burton la descripción del laverbread como «caviar de los galeses».
El laverbread se toma tradicionalmente frito con panceta y almejas para desayunar. También puede usarse para preparar una salsa y acompañar cordero, cangrejo, rape, etcétera, y para hacer sopa de laver (galés: cawl lafwr).
El Mercado de Swansea tiene varios puestos que solo venden laverbread y almejas de la cercana Península de Gower, cuya costa es el origen histórico del alga usada para elaborar este plato. Sigue habiendo pequeños productores de laverbread de Gower, aunque en la actualidad principalmente a lo largo de la costa de Pembrokeshire. 
Además de en Gales, el laverbread se come en el Canal de Bristol en Devon del Norte, especialmente por la costa de Exmoor en los alrededores de Lynmouth y Combe Martin.